# Jackie Gayda
Pour les articles homonymes, voir Gayda.
Jacquelyn Gayda-Haas (née le 3 novembre 1981) est une catcheuse professionnelle américaine et valet, en contrat avec les banches de lutte professionnelle de Raw et WWE SmackDown, de la World Wrestling Entertainment (WWE) et dans celle de la Total Nonstop Action Wrestling. Un contrat avec la WWE lui a été proposé après qu'elle eut gagné dans l'émission de télé-réalité Tough Enough.

## Carrière

### World Wrestling Entertainment
Peu après avoir gagné sous le nom de ring Gayda dans l'émission de télé-réalité américaine Tough Enough, elle combat dans les branches de Raw et WWE SmackDown. Gayda devient heel lors d'un épisode de Velocity en poussant la gagnante de Tough Enough II, Linda Miles, par-dessus la troisième corde et qui lui fera perdre son match contre Ivory. Gayda fait ensuite équipe avec Ivory et commencent une rivalité avec Miles et Trish Stratus lors d'une série de tag-team matches. Elle est envoyée à l'Ohio Valley Wrestling pour poursuivre un entrainement plus intensif. Tandis qu'elle est à l'OVW, elle se joint dans un stable connu sous le nom de « The Revolution » en même temps qu'elle manage The Basham Brothers et Chris Kanyon. Le 16 juin 2003, elle revient à la WWE sous le nom de Miss Jackie, manageant Rico. Elle devient face aux côtés de Rico. Au début de l'année 2004, Gayda fait équipe avec Stacy Keibler, et le duo, se proclamant être le plus sexy des divas, pensent mériter de paraître sur la couverture du magazine Playboy. En conséquence, elles deviennent les rivales des divas de SmackDown! Sable et Torrie Wilson. À WrestleMania XX, Gayda et Keibler perdent face à Sable et Wilson lors d'un Playboy evening gown match.
Lors du second WWE Draft, Gayda et Rico sont draftés à SmackDown! où elles feront finalement équipe Charlie Haas. Dawn Marie annonce les fiançailles de Gayda et Haas durant l'épisode de SmackDown! du 30 septembre, indiquant que les deux sont désormais « plus que des amis ». Cela mène à un crêpage de chignons entre Gayda et Dawn, qui mène par la suite, à un intergender tag match à No Mercy avec Gayda, Haas et Rico affrontant Dawn et The Dudley Boyz ; l'équipe de Gayda gagne. Gayda combat par la suite en solo. Elle apparaît dans de nombreuses vignettes avec les autres divas jusqu'à ce qu'elle soit renvoyée de la WWE le 5 juillet 2005. En avril 2009, Gayda revient à la WWE uniquement pour une seule soirée lors d'une battle royal de 25 divas à WrestleMania XXV.

### Branches indépendantes
Gayda est engagée dans de nombreuses branches de catch indépendantes telles que Ballpark Brawl, où Gayda est appelée par le public Just Jackie et gagne face à Traci Brooks, Nattie Neidhart, Jamie D et April Hunter le 13 août 2005. Elle fait également équipe avec Hunter le 14 août 2005. En octobre 2005, l'ouvrage intitué Divas Uncovered (un ouvrage relatant les coulisses des divas, comme WWE Unscripted) est commercialisé. Gayda, précédemment montrée en couverture, est présenté dans cet ouvrage malgré son renvoi de la WWE.
Le 30 août 2010, la promotion mexicaine Perros del Mal Producciones annonce que Gayda, sous le nom de ring de Miss Jackie, catcherait dans la promotion dès le 16 septembre. Durant la soirée, Jackie et Celestial gagnent face à Jennifer Blake et Mini Chessman lors d'un tag-team match. Elle fait une nouvelle apparition le 11 février 2011, au Viva La Lucha PPV.

## Biographie
Le 10 juin 2005, Gayda épouse Charlie Haas. Il est annoncé le 5 mai 2006 sur me site WWE.com que Gayda et Haas attendraient leur premier enfant. Le 14 décembre 2006, à 3 h 1 du matin, Gayda donne naissance à une fille. La deuxième fille du couple, Taylor Suzanne, est née le 17 septembre 2008,. Le 1er juin 2010, le troisième enfant du couple, un garçon nommé Thomas Russell Haas, est mis au monde. Charlie Haas annonce sur Twitter que la quatrième enfant du couple, Charles Haas III, est né le 23 juillet 2012.
Haas et Gayda ouvre un store "Custom Muscle Nutrition and Smoothie Shop" à Frisco (Texas) le 1er octobre 2008.

## Palmarès
- Total Nonstop Action Wrestling
  - Knockout of the Year (2005)[16]

- World Wrestling Entertainment
  - Tough Enough II (avec Linda Miles)

- Wrestling Observer Newsletter awards
  - Worst Worked Match of the Year (2002) avec Christopher Nowinski vs. Bradshaw et Trish Stratus à Raw le 7 juillet